# Ратленд-Уотер
Ратленд-Уотер (англ. Rutland Water) — водохранилище в английском графстве Ратленд. Площадь — 10 км². Ёмкость — 120 млн м³. Наряду с Келдер-Уотер в Нортумберленде является одним из крупнейших водохранилищ Англии.
Построено в 1976 году на реке Гвош в бассейне реки Уелленд между городами Окем и Стамфорд.
На полуострове, образуемом изгибом водохранилища, находится деревня Хамблтон. Вблизи дамбы — деревня Эмпингем.
Обслуживается частной управляющей компанией «Anglian Water». Охраной природы водохранилища занимается общественная организация «Leicestershire and Rutland Wildlife Trust».